# UE Engordany
Az UE Engordany andorrai labdarúgócsapat Engordany városából. Az első osztályban játszik, miután a 2013–14-es szezonban megnyerte a másodosztályt.

## Eredményei

### Bajnoki múlt
Az UE Engordany a 2013–14-es szezonig összesen 6 bajnoki évet töltött az andorrai labdarúgó-bajnokság élvonalában.
| Idény   | Helyezés |
| ------- | -------- |
| 2003–04 | 8. hely  |
| 2007–08 | 7. hely  |
| 2008–09 | 6. hely  |
| 2009–10 | 8. hely  |
| 2011–12 | 6. hely  |
| 2012–13 | 8. hely  |

## Külső hivatkozások
- Adatlapja az Európai Labdarúgó-szövetség (UEFA) oldalán (angolul)
- Adatlapja Archiválva 2015. február 21-i dátummal a Wayback Machine-ben a foot.dk-n (dánul)
- Adatlapja[halott link] a Weltfussballarchivon (angolul)
- Legutóbbi mérkőzései a Soccerwayen (angolul)